# الکساندر هلات
الکساندر هلات (استونیایی: Aleksander Hellat; ۲۰ اوت ۱۸۸۱ – ۲۸ نوامبر ۱۹۴۳) سیاست‌مدار اهل استونی بود.
وی از سال ۱۹۱۸ تا ۱۹۱۹ شهردار تالین و از سال ۱۹۲۲ تا ۱۹۲۳ و سال ۱۹۲۷ وزیر امور خارجه استونی بوده‌است. هلات در سال ۱۹۴۰ توسط کمیساریای خلق در امور داخلی شوروی دستگیر و به کمپ سیبری تبعید شد و سه سال بعد آنجا درگذشت.